# レモン

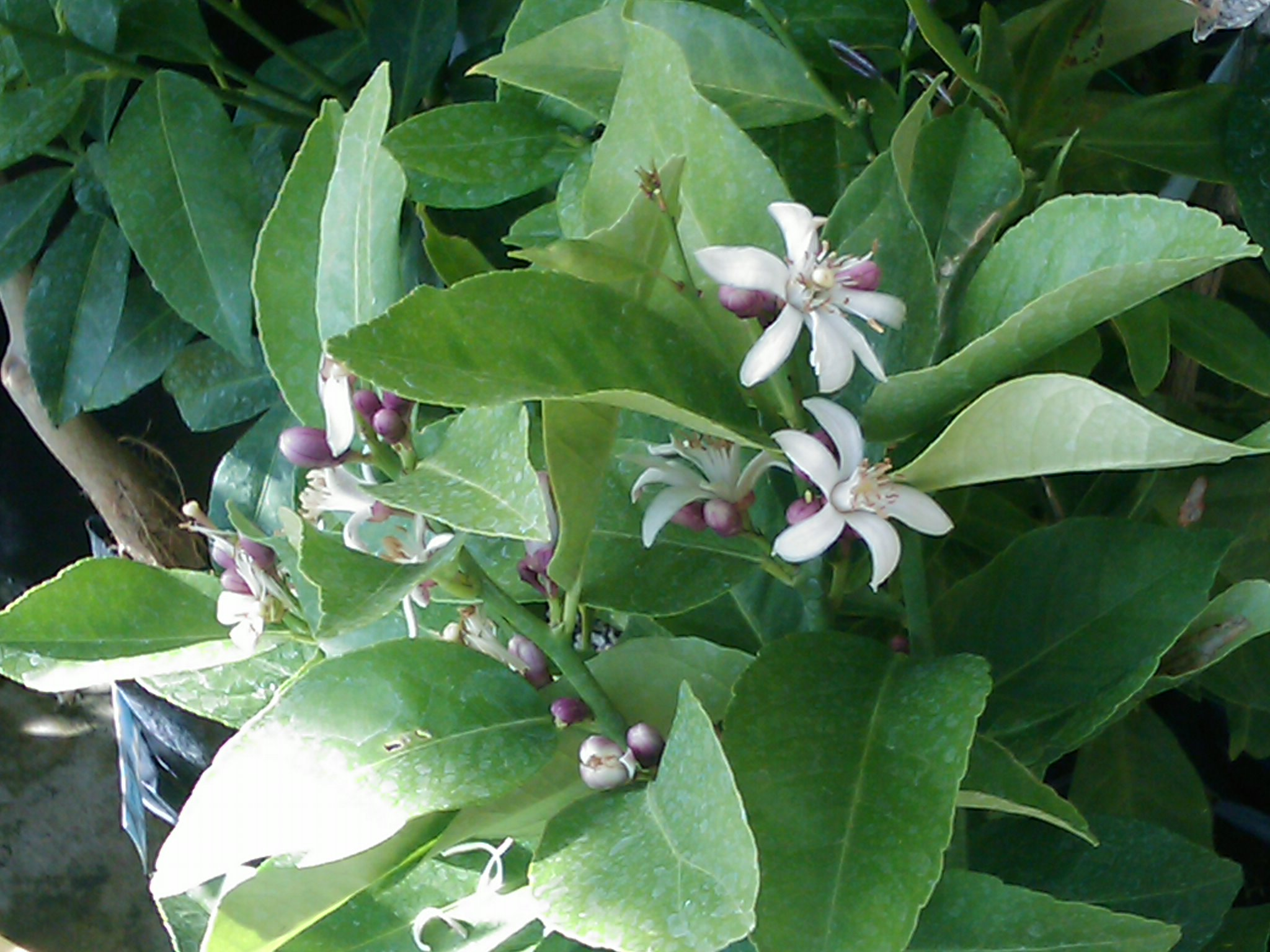
レモンの蕾と花

レモン（檸檬、英語: lemon、学名: Citrus limon）は、ミカン科ミカン属の常緑高木、またはその果実のこと。柑橘類の一つであり、中でも主に酸味や香りを楽しむ、いわゆる香酸柑橘類に属する。
レモンの近縁種の一つであるシトロンの別名が枸櫞（）で、クエン酸の名はこれに由来する。

## 特徴
原産地はヒマラヤ東部。樹高は3メートルほどになる。枝には棘がある。葉には厚みがあり菱形、もしくは楕円形で縁は鋸歯状。紫色の蕾をつけ、白ないしピンクで強い香りのする5花弁の花を咲かせる。果実は開花後約半年で成熟する。果実は紡錘（ラグビーボール）形で、先端に乳頭と呼ばれる突起がある。最初は緑色をしているが、熟すと黄色になり、ライムにもよく似ている。果実の瓤嚢（じょうのう）は硬めで10部屋程度に分かれている。
「レモン」と名はついていても、他の柑橘類と交雑した品種（マイヤーレモンやサイパンレモンなど）では栽培環境で果実の形が変わりやすく、球形に近いものや熟すと赤みを帯びた黄色になるものもある。

## 品種

### 主な品種

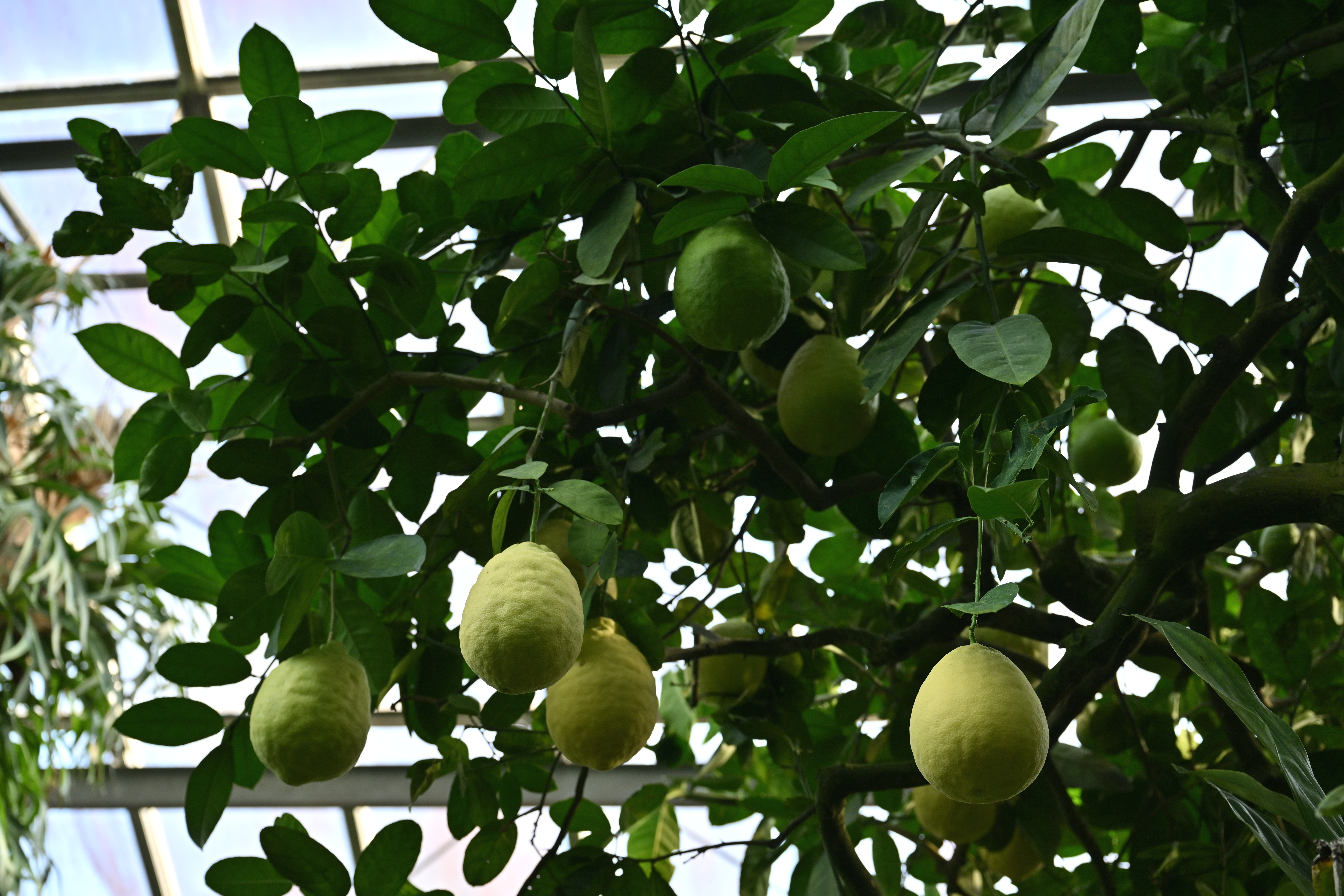
レモン ‘ポンデローザ’（筑波実験植物園）

レモンは柑橘類の中では四季咲き性の強い品種である。鉢植え、露地植えのいずれでも栽培が可能であるが、早期の収穫を目指す場合は鉢植えの方が早く開花結実する。栽培品種の増殖は主に接木・挿し木で行われる。日本ではリスボン種とユーレカ種の栽培が多い。
- リスボン
主力品種の一つ。樹勢が強く、豊産性の品種。枝は直立方向に伸びるため、大木になりやすい[4]。棘がやや多い。1917年に南カリフォルニアのリバーサイドで開発され、1950年頃に市場に出回るようになった[5]。日本ではブランド名の「サンキスト」でも知られている[2]。カリフォルニア内陸部や日本の広島県で栽培されている[2]。耐寒性・耐暑性に優れる[3]。多汁で香りの強い品種である[2]。
- ユーレカ
主力品種の一つ。イタリアのシチリア島原産[2]。樹勢はレモンの中ではやや弱い方。開張性で棘は比較的少ない。リスボンより耐寒性がやや弱いとされているが品質は高く評価されており、カリフォルニア州などで多く栽培される[3]。
- ビアフランカ（ビラフランカ）
シチリア島原産[2]。棘なしレモンとして苗が売られている。果実の品種特性はユーレカに近い。他の柑橘類でよく見られる晩秋の異常落葉が少ない品種である。ユーレカが開張性で枝が横に広がる性質があるのと比べ、ビアフランカでは枝は垂直方向に延びやすくなる性質がある。日本へは第二次世界大戦前に広島県に導入され[2]、生産量も増えて主力品種となっている[6]。
- ジェノバ
日本では知名度の低い品種であるが、チリなど南アメリカで主に栽培されている品種[7]。日本に輸入されるレモンのうち6割程度がアメリカ産だが、チリ産レモンは約3割を占める。種が少なく果汁は多い品種[2]。
- ポンデローザレモン ‘ポンデローザ’（筑波実験植物園）
普通サイズの3倍の大きさのジャンボレモン。「オオミレモン」とも呼ばれる。ごくわずかであるが日本国内でも流通するようになった。酸味はややマイルド。

このほか、インドで広く栽培される「ガルガル」、イタリアで主に栽培される「フェミネロ」、スペインで多く栽培される「ベルナ」など様々な品種が存在する。

### 国産希少品種
- 宝韶寿(ほうしょうじゅ,hoshoju)
2006年(平成18年)3月9日、日本ではじめて広島県(大崎下島)の生産者により品種登録(登録番号13889)されたレモンである。

### 雑種
- マイヤー（メイヤー）レモン
中国で発見された、オレンジとレモンの自然交雑により誕生したといわれる品種[2]。ニュージーランドで多く栽培される[2]。栽培環境によっては果実の形状が丸みを帯び、完熟すると果皮の色がオレンジがかってくる。つまり、赤みを帯びた黄色になる。酸味がマイルドで香りがよいとされている[2]。
- サイパンレモン
マイヤーレモンの系統で「菊地レモン」「島レモン」とも呼ばれる。北マリアナ諸島のテニアン島から日本の八丈島に導入された品種。その後、小笠原諸島へも伝わっており、両地域では一般的なレモンである。果実は一般的なレモンよりやや大きく丸みを帯びている。
- スイートレモネード
オレンジとレモンの交配種として売られている。果実は丸みを帯び、一般的なレモンにある乳頭の突起がほとんどなく、酸味が弱く糖度が高いとされる。マイヤーレモンと同じ系統かどうかは情報量が少なく不明。
- 璃の香（りのか）
リスボンレモンと日向夏の交雑種。農研機構により育成された新品種。2015年品種登録。果実は大果で果皮が薄く果肉歩合が高いため、搾汁率も高い。酸味や香りはリズボンレモンよりやや弱い。通常のレモン品種より成熟が1ヶ月早く、露地栽培では11月下旬頃に成熟する。樹勢が強く豊産性であり、耐寒性も強く、レモン栽培で問題となるかいよう病やそうか病にも強いため各県で有望品種とされている。

### 別種
- チャイナリトルレモン
「レモン」と名前はついているが東南アジアで栽培されている四季橘（しききつ、カラマンシー）である。日本の沖縄県に自生するシークヮーサーと似ているが、果汁にはノビレチンが含まれていない。

レモンの香りを有する植物の名前に、「レモン～」とつけられることがある。
- レモングラス
- レモンバーベナ
- レモンバーム
- レモンマートル

## 歴史
レモンの原産地は上記のとおりインドのヒマラヤ山麓である。レモンの原種であるシトロンは古くから地中海沿岸において盛んに栽培されてきたが、レモンが栽培され始めた当初はシトロンと混同されることも多く、栽培時期の開始については不明な点も多い。ただし、サーサーン朝ペルシアにおいてペルシア人が栽培していたことはほぼ確実である。サーサーン朝を征服したアラブ人たちもレモンを取り入れ、大々的に栽培するようになった。レモンが独立して文献に現れるのは904年のことで、アラブ人の農業書にシトロンと区別されて記載された。9世紀にはアグラブ朝が征服したシチリア島にレモンが持ち込まれ、以後シチリアは現代にまで至るレモンの大産地となった。
11世紀にノルマン人がシチリアを征服したことで、レモンはヨーロッパ大陸に持ち込まれた。しかし高緯度であったヨーロッパのほとんどの地域ではレモンを栽培はできず、レモンや柑橘類は富の象徴とされた。
15世紀にはイタリアやスペインで盛んに生産されるようになった。
17世紀に全盛期を迎えたオランダでは静物画が盛んに描かれた。レモンはその高級感から人気の題材であり、レモンを中心に描いた多くの静物画が現在でも残っている。同じく17世紀にはフランスを中心にオランジュリーと呼ばれる柑橘類栽培用の温室が富裕層の間で建設されるようになり、レモンもこの温室の中の主要な樹木の一つとなっていた。17世紀半ばには、イタリア北端に近いガルダ湖の北西岸に位置するリモーネ・スル・ガルダにヨーロッパ最北のレモン農園が作られた。ガルダ湖畔は温暖な気候だがレモンが自然に生育するほどではなく、リモナイア（レモンハウス）と呼ばれる避寒用の小屋を建て、その中にレモンの木を植え、夏は屋根を外し、冬はレモンの木ごと屋根で覆って越冬させた。このレモンは、レモンの獲れないアルプス山脈以北の人々に珍重され、蒸気船と鉄道の登場によって競争力を失う19世紀末までの200年以上の間、この地区の重要な産業となっていた。またこうしたリモナイアはガルダ湖だけではなく、コモやルガーノといったイタリア北部の湖水地方にわたって広がっていた。
近代においてはその医療効果が着目された。1753年、イギリス海軍省のジェームズ・リンドは壊血病が食生活から来ると推測し、実験によってこれを証明した。この実験の中で、レモンやレモンジュースが壊血病に効果があることが発見された。もっとも、リンドの実験はあくまで食生活と壊血病との関係性を立証するものであって、レモンの他にも多くの食物が推薦されていた。1768年のジェームズ・クックの第1回航海において、クックはこの結果をもとにザワークラウトを大量に積み込み、またレモンなど柑橘類を食べることを奨励することによって、3年間の長期航海にもかかわらず壊血病で1人も命を失うことなく航海を終了し、この実験の正しさが認められた。その後、1795年にはこれらの結果をもとに、イギリス海軍は自国の艦船にレモンジュースを積み込み船員に配給することを義務づけた。これによってイギリス船員の壊血病患者は、1780年 - 1795年の24%から1798年 - 1806年の11%にまで激減した。こうしたレモンはラム酒のカクテルであるグロッグと組み合わされて船員に提供され、これによってグロッグのレシピにはこれ以降レモンジュースが加えられるようになった。また、こうしたレモンの壊血病への効果の立証と船舶への積み込みの義務づけはレモンの消費を拡大させるきっかけとなり、レモン農園は各地に拡大していった。
レモネードは古くからレモンによって作られてきたが、レモンが高価な時代にあってはレモネードもまた高価な飲み物だった。しかし1630年代に入ると砂糖とレモンの供給拡大によってフランスでレモネードが一般的な飲み物の一つとなった。この時代のレモネードはしばしば酒を混ぜられていたが、19世紀のアメリカにおいては、レモネードは禁酒運動と結びつき、ノンアルコールの飲料となった。このレモネードは、健康的な飲み物として1870年代以降消費が拡大した。

## 栽培
レモンは寒さに弱いため、栽培適地は冬暖かく、夏に乾燥する地域が適しており、このため世界の大産地にはイタリアやスペイン、南カリフォルニアなど冬季温暖・夏季乾燥の地中海性気候のところが多い。日本での栽培地はウンシュウミカンなどの柑橘類の栽培地と同じく西日本の暖地であるが、なかでも特に上記条件に当てはまる瀬戸内海地方で栽培されることが多い。
耐寒性は-2℃から-4℃までであり、それを下回ると枯死することもあるため、風の強い地域や霜の降りる地域では寒さ対策が必要となる。棘の多い品種では棘で実に傷がつきやすくなり、かいよう病の原因となりやすいため、風の少ないところで栽培するか長い棘を切ってしまう必要がある。レモンの葉は軟らかいため害虫がつきやすく、アゲハチョウなどの幼虫には、レモンの葉を食性とする種がある。こうした食害もレモンの重大な脅威の一つである。潮風に強いため、沿岸部での栽培も可能となっている。レモンの木1本で100個から150個ほどの果実が採れる。栽培される種類も比較的豊富である。

## 生産
| 順位                                          | 国             | 生産量 (トン) | 世界生産 に占める割合 |
| --------------------------------------------- | -------------- | ------------- | --------------------- |
| 1                                             | インド         | 2,978,000     | 17.17%                |
| 2                                             | メキシコ       | 2,429,839     | 14.00%                |
| 3                                             | 中華人民共和国 | 2,289,576     | 13.20%                |
| 4                                             | アルゼンチン   | 1,678,337     | 9.67%                 |
| 5                                             | ブラジル       | 1,262,353     | 7.28%                 |
| 6                                             | スペイン       | 857,754       | 4.94%                 |
| 7                                             | トルコ         | 850,600       | 4.90%                 |
| 8                                             | アメリカ合衆国 | 822,000       | 4.74%                 |
| 9                                             | イラン         | 457,270       | 2.64%                 |
| 10                                            | イタリア       | 379,282       | 2.19%                 |
| —                                             | その他         | 3,342,143     | 19.26%                |
| —                                             | 世界合計       | 17,347,154    | 100%                  |
| ソース: 国際連合食糧農業機関（FAO）           |                |               |                       |
| *注記: 全ての数字はレモンとライムの両方を含む |                |               |                       |

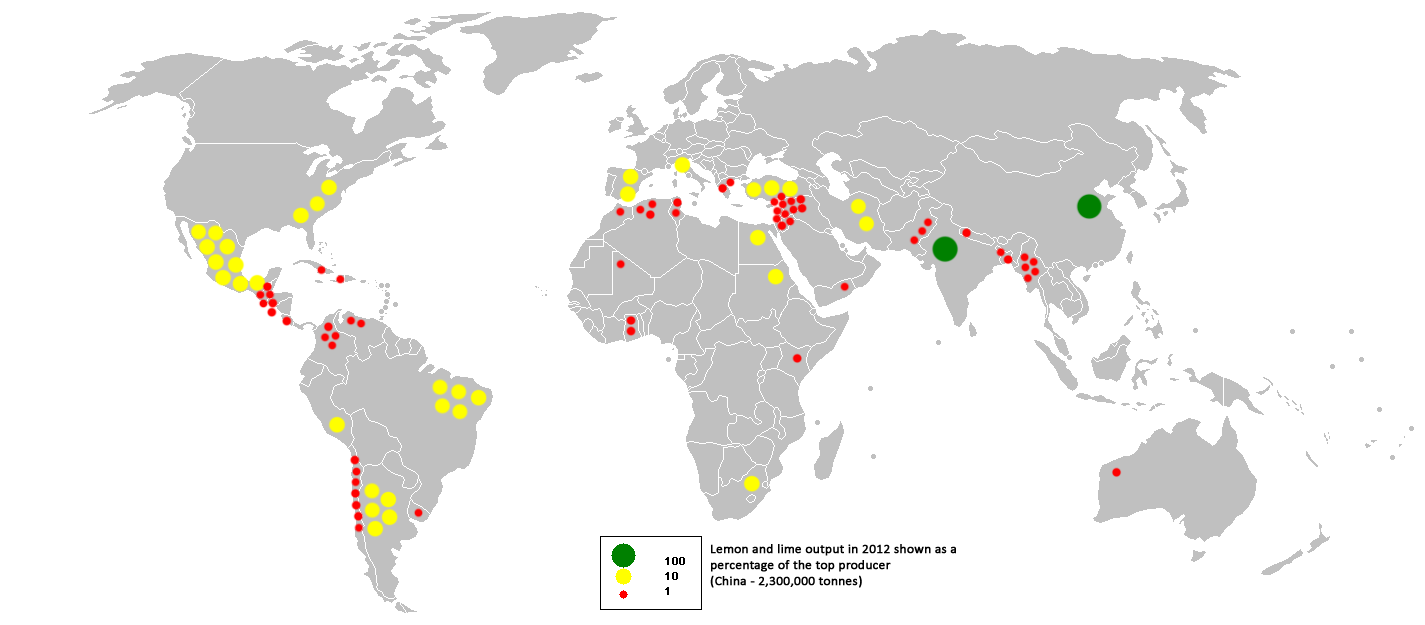
2012年のレモン生産地域

国別の世界生産量では、1位から順番に、インド、メキシコ、中華人民共和国、アルゼンチン、ブラジル、スペイン、トルコ、アメリカ合衆国、イラン、イタリアとなっている（ライムも順位に含む）。レモンの世界生産は、1位のインド、2位のメキシコ、3位の中国の上位3か国で世界生産の44.4%を占め、世界生産量のほぼ半分近くを占める形となっている。
日本の主な輸入国はアメリカ合衆国であり、アメリカとチリの2国からの輸入が97％を占める。果実として輸入されるほか、レモン汁という形での輸入もある。レモン汁の多くは濃縮されたのち凍結させて輸入される。柑橘類であるためポストハーベスト農薬が問題視されている。
なお、バナナやオレンジ、レモンなどの輸入果実を卸売市場で取引するときの単位は「カートン」と言い、レモンは1カートン140個である。

### 南欧
産地として古くから名高いのはイタリアのシチリア島やアマルフィなどである。
また、フランス南東部のコート・ダジュールにあるマントンでは、毎年2月中旬から3月上旬にかけてレモン祭りが開催され、各地から観光客を集める。この祭りは毎年異なるテーマを設定し、町の特産品であるレモンとオレンジを使ってそのテーマに沿った様々なオブジェを町中に制作することで知られている。

### アメリカ州
アメリカ合衆国でのレモン栽培はフロリダ州とカリフォルニア州が主な産地であったが、品質は低いものだった。しかし1890年代以降、多くの篤農の手によってカリフォルニアのレモンの質は急速に向上し、それに伴って生産量も拡大して、世界最大の生産地の一つに躍り出ることとなった。1893年には「南カリフォルニア青果協同組合」が設立され、「サンキスト」のブランド名とともにオレンジやレモンの質の向上、販売促進に努めた。南アメリカにおいてはブラジルではレモンが古くから盛んに生産・消費されていたが、20世紀後半に入るとアルゼンチン北部においてレモンの栽培が急拡大し、世界の主要産地の一角を占めるようになった。

### 日本
日本のレモン栽培は1874年（明治6年）に静岡県で栽培が開始され、1899年（明治31年）には和歌山県から日本のレモンの主産地となる広島県の芸予諸島にレモンの苗木がもたらされた。食生活の洋化に伴いレモンの消費は増え続け、換金作物として瀬戸内海沿岸を中心に栽培が広まった。1964年（昭和39年）にレモンの輸入自由化がされ、海外から安いレモンが大量に輸入されるようになると、日本のレモン栽培は大打撃を受けて生産が激減した。さらに1976年（昭和51年）と1981年（昭和56年）には主産地であった広島県島嶼部が寒波に襲われ、生産はさらに縮小した。1982年（昭和57年）にはレモンの生産は500トンを割り、国内のレモン消費はほとんどが輸入品に頼るようになった。しかしその後、食の安全や高い品質を消費者が求めるようになり、輸入レモンのポストハーベスト農薬（防カビ剤）問題が注目されたこともあって、国産のレモンは人気を回復し、生産も漸増した。大崎下島（広島県呉市）では、ミカンの値崩れを受けて農協がレモン栽培再拡大を後押しした。
2014年（平成26年）の日本国内での生産量は約9,400トンにまで増加している。
栽培本数が少ないため、日本国産のほとんどは地産地消されている。日本国産は輸入品で問題となるポストハーベスト農薬の心配がなく、特に無農薬物は外国産に比べて2倍から4倍の高値で取引される。収穫は日本においては主に9月から12月にかけて行われるが、レモンは年間通じて収穫することが可能である。この場合、春に咲いた花は秋に結実して収穫され、夏に咲いた花は越冬して翌年の春に収穫、秋に咲いた場合はやはり越冬して翌年の夏に収穫される。日本においては秋の収穫が主流であるのは、冬の寒さが厳しく果実を越冬させることが難しいからである。
レモンは本来、気候や場所により短径が10センチメートルを超える大きさに成長する大型の果実である。ただし、日本の場合、大半がレモンティーなど生食に用いられることもあり、ティーカップの大きさを超えるような大きさの果実は調整・選別されており、大型のレモンが流通することはあまりない。日本国外では、ジュースなどの加工用途も多いことから、大きさが不揃いのまま出荷され、流通している。また、このためにレモンを樹上で成熟させることはあまりなく、多くは未熟果を収穫してエチレンガスで追熟させ、果皮の色を黄色くしてから出荷される。ただし果皮の色は味や品質にはさほど影響はなく、果皮が緑色であるグリーンレモンも流通している。
国内での生産量1位は広島県で、国内生産シェアの約61%を有する（2013年）。県では各企業とのコラボ商品開発等に力を入れており、「瀬戸内・広島レモン」として全国に出荷されている。広島県でも特に、尾道市の生口島（旧瀬戸田町）や呉市の大崎下島（旧豊町）の大長地区などが名高い産地である。ついで生産量が多いのは愛媛県であり、国内生産シェアの約21%を有する（2013年）。愛媛県で特にレモン生産で知られているのは上島町の岩城島（旧岩城村）であり、「青いレモンの島」をキャッチフレーズに生産振興と観光開発を行っている。また、温州みかんの生産量が多い和歌山県でも栽培され、国内生産の5%を占めて第3位となっている（2013年）。以下、2013年の生産量は4位が熊本県 (2%)、5位が三重県 (3.5%) であった。このほか佐賀県、静岡県、神奈川県、宮崎県、香川県、長崎県、大阪府、高知県、大分県、千葉県、鹿児島県、愛知県、東京都（小笠原村）、福岡県、兵庫県などで栽培がみられる。

## 食材としての利用

### 果実

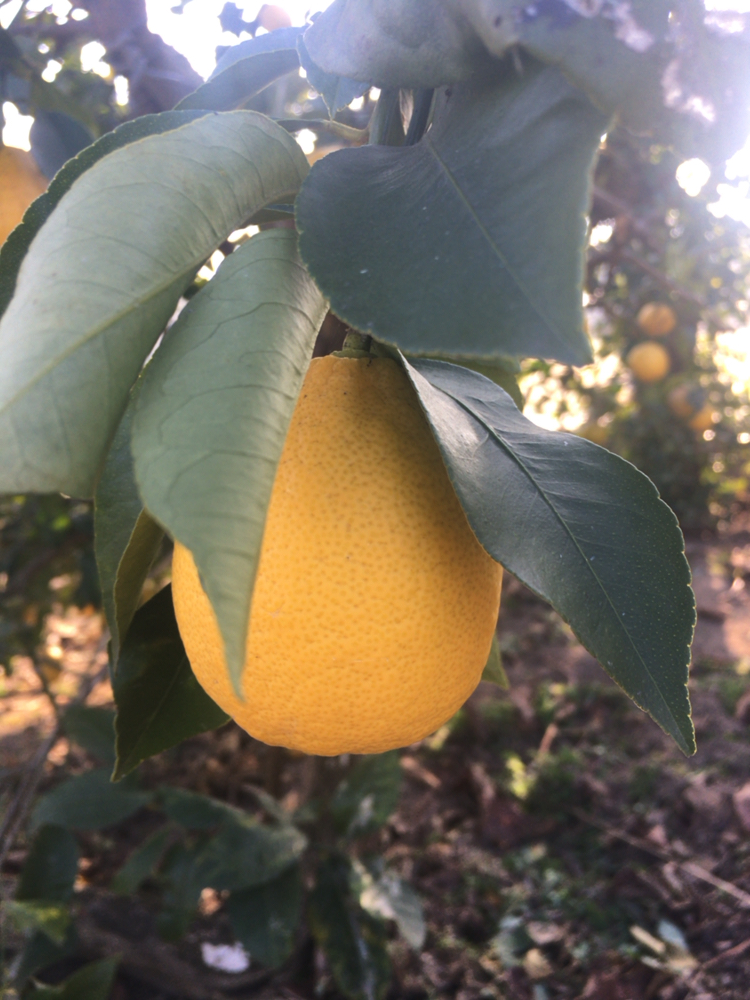
木になったレモンの果実

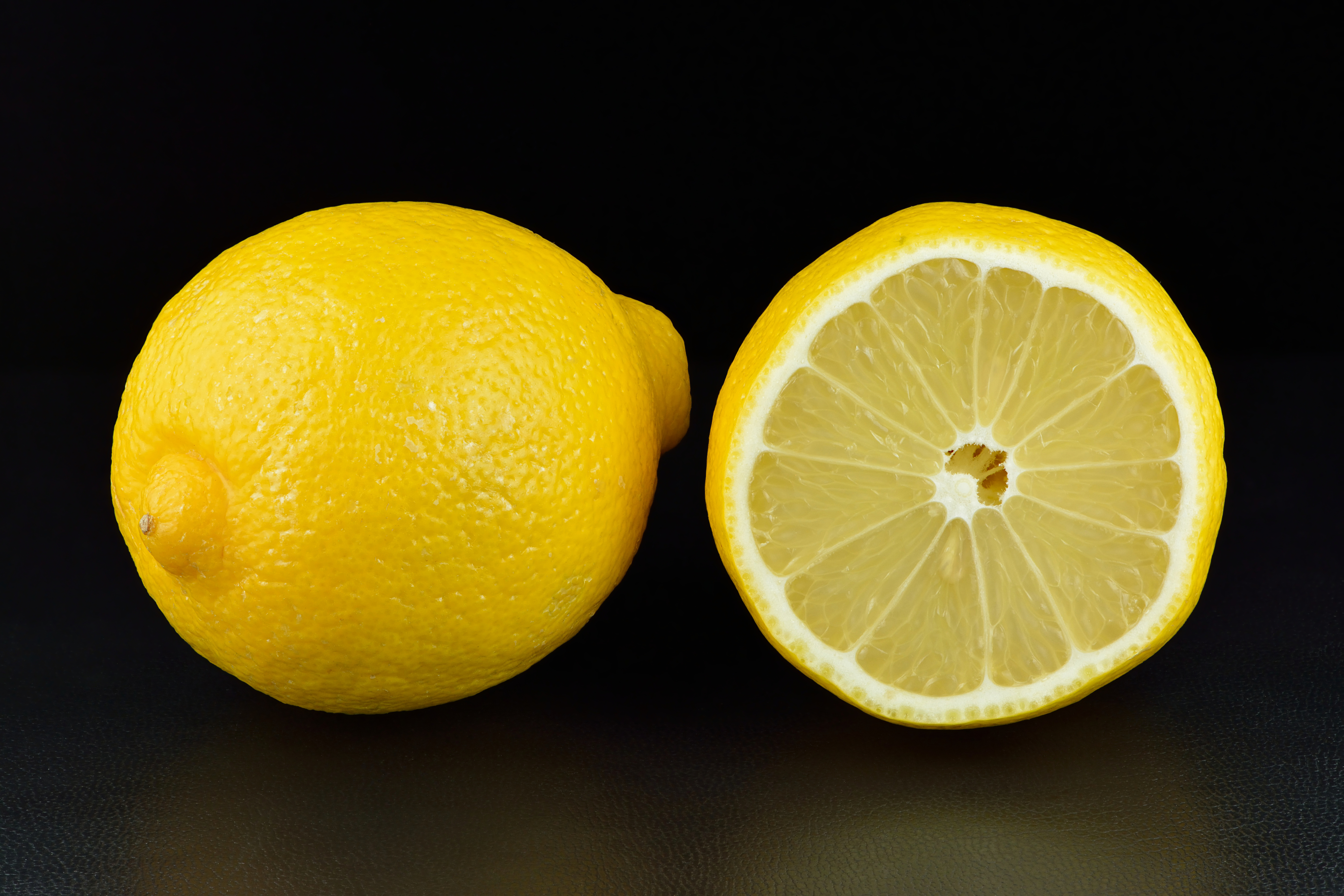
レモンの果実

#### 果汁
レモンの最も重要な用途は、果汁を食用に利用することである。レモンは非常に酸味が強く、pHは2を示す。レモンを絞るには手で直接絞るほか、専用のレモン絞り（スクイザー）が用いられ、山型のほか末広型（扇型）やウグイス型などの種類がある。また、てこの原理を応用しハンドルを握って果汁を絞るレモンプレスが用いることもある。果汁を絞ってそのまま食酢やドレッシングとして使用するのが最も一般的である。果実のまま料理に添えて、食べる際に果汁を絞り、唐揚げや豚カツなどの揚げ物や生ガキ、サンマなどにかけたりされる。近年の研究でレモン果汁中に豊富に含まれるフラボノイド、特にエリオシトリンが食後の脂質代謝に非常に有効にかかわることが明らかになっており、油ものに添えることの意義がはっきりしてきた。また、そのままかけるほかにも、ポン酢やドレッシングに加工することもある。レモンの生産が多い国々のなかでも、イタリアやスペイン、ブラジルなどはレモンを料理に多用することで知られており、様々なレモンを使用した料理や飲み物、カクテルが存在する。
また、砂糖と合わせるとさわやかで甘酸っぱい味となり、製菓材料としても好まれる。ジュースやレモネード、レモンスカッシュなどの清涼飲料水に加工したり、レモンゼリーやレモンタルト、レモンメレンゲ・パイなど、レモンを使用した菓子は数多く存在する。酸味をそのまま利用するほか、味に強みを持たせる目的で調理や製菓に使われることもある。また、レモンジュースはカクテルなどにも多用される。
レモンは香りの強い果実のように思われがちだが、香りそのものは皮の部分に大きく依存しており、皮を充分に除去してから得た果汁は純粋な酸味料として利用できる。これを生かして、クワ酒やバナナ酒のように酸味を持たない果実を用いた果実酒の製造の際に、皮むきレモンの輪切りを添加して酸味を加える。神奈川県小田原市では、焼酎の水割りにレモンをカットしたものを入れる「水れもん」があり、水れもんバルが毎年開催されている。

#### 果肉
薄く輪切りにした果実は、紅茶の風味づけにしたり（レモンティー）、切り込みを入れてグラスの縁に差し、コーラなどの炭酸飲料やカクテルの飾りにされる。
また、レモンの塩漬けはモロッコを中心に地中海地域で広く使われる調味料であり、2014年頃から日本でも「塩レモン」として各種メディアで紹介され、広まりつつある。
ペルシャ湾岸諸国を中心とする地域（イラン、イラクなど）やレヴァントでは干しレモンを煮込み料理やスープに用いる。丸ごと、薄切り、粉末とその形は様々である。
レモンの砂じょうはいったん果肉から取り出したのち、レモンジュースなどに入れられることがある。この場合、砂じょうの粒々によって特徴的な風味や食感をつけることができる。

#### 栄養
柑橘類はビタミンCを比較的豊富に含み、酸味の強いものほど含有量が多い傾向にあるため、レモンは大量のビタミンCを含んでいると思われがちだが、実際には大量に含むクエン酸よる酸味が主である。事実としては柑橘類の中でもグレープフルーツやユズなど、柑橘類以外ではキウイフルーツやアセロラ、ブロッコリー、パセリなど、レモンよりもビタミンC含有量の多い食品がある。しかしレモンがビタミンCの豊富な果実であるという誤認識は広く流布しているため、飲料水や菓子、サプリメントなどで「レモン何個分のビタミンC含有」などと単位のように使われることがある。「レモン1個分のビタミンC」は20ミリグラムを基準とするよう1987年に農林水産省の『ビタミンC含有菓子の品質表示ガイドライン』によって定められたが、このガイドラインは2008年に廃止され現在では効力を持たない。しかしそれに代わるものとして、社団法人全国清涼飲料工業会が『「レモン果実1個当たりのビタミンC量」表示ガイドライン』を制定し、以前の農林水産省の基準と同量の20ミリグラムを「レモン1個分のビタミンC」として再び認定した。
ビタミンC欠乏症である壊血病の対策として、長期航海する船にレモンを積み込むことが、かつては盛んに行われていた。

#### 果皮

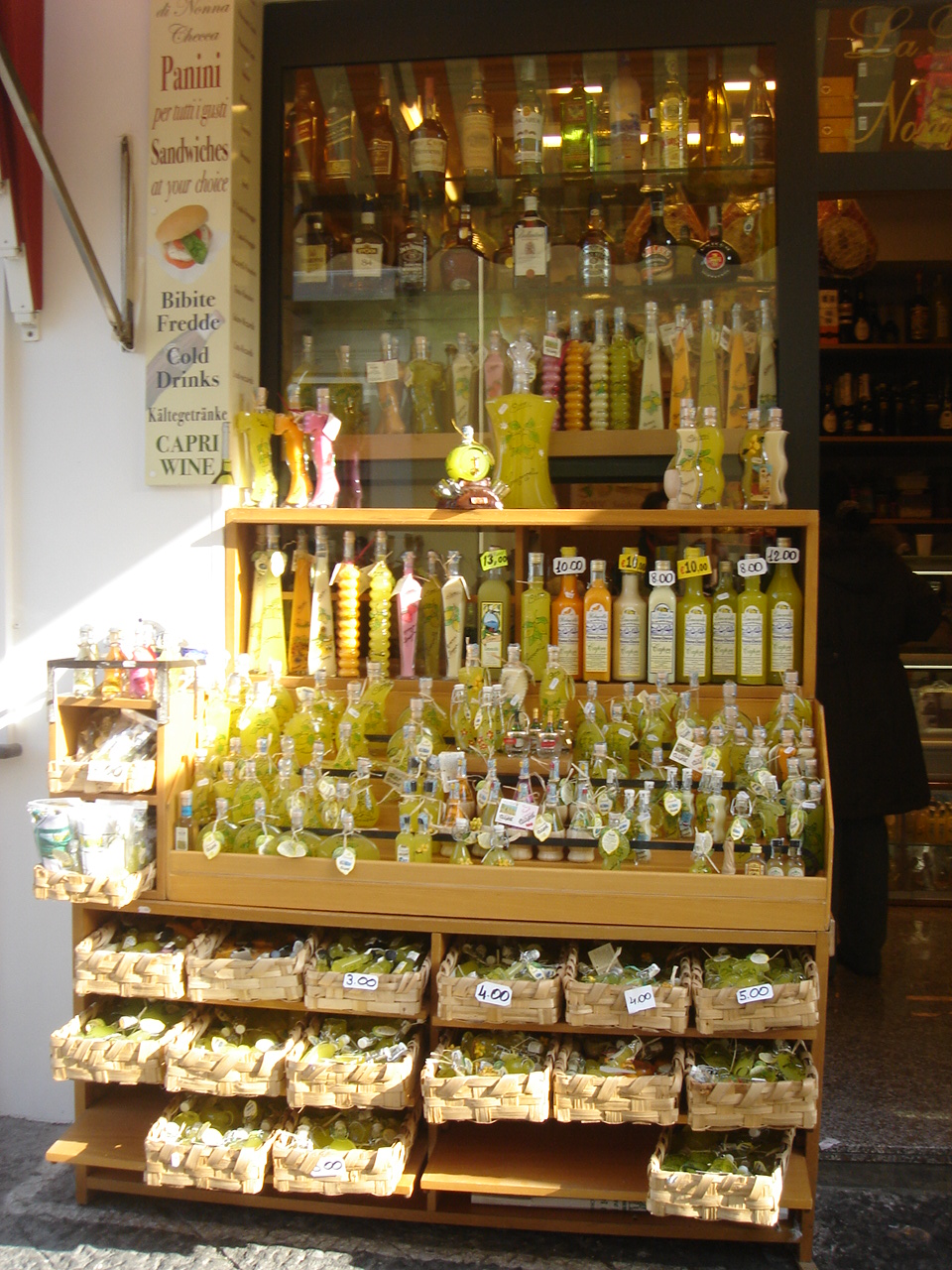
カプリピゥ社のリモンチェッロ

レモンの皮には他の柑橘類の皮と同じくペクチンが多量に含まれるため、マーマレードに加工することが可能である。また、実をくりぬいたレモンの皮の中にゼリーなどを流し込み菓子とすることもよく行われる。風味付けとするためにゼストにすることもある。
- レモンピール
レモンの皮を砂糖で煮つけ、グラニュー糖をまぶしたものはレモンピールと呼ばれ、ケーキなどの洋菓子に使用される製菓材料となる。また、カクテルに風味をつけるため、すりおろしたレモンの皮を絞りかけることも同じくレモンピールと呼ばれる。ただし、輸入されたレモンには輸出時に発癌性のあるポストハーベスト農薬をかけられる。
- リモンチェッロ
レモンの皮を使ったリキュールで、レモンの果皮を純アルコールに浸漬したあと取り出し、砂糖水を加えて1週間から1か月ほど置く製法が一般的である。色はレモンの黄色である。

### 葉
調味料として用いられることがある。広東料理の蛇スープでは定番の薬味となっている。
スペイン、ムルシアの郷土菓子Paparajotesでは、小麦粉と卵からなる生地をレモンの若葉に添えてから揚げて、砂糖とシナモンなどをかけて作られるが、レモンの葉は風味付けで食べる際には剥がす必要がある。

## 理科実験に利用
非食用の用途として、レモンの果実に銅や亜鉛などの電極を差し込んで簡易な電池にする「レモン電池」という理科実験がある。他の食品でも実験が可能だが、レモンが用いられることが多い。

## 成分利用

### 果汁
レモンには大量のクエン酸（4%から8%）が含まれており、これを利用して水垢や汚れを落とすことができるため、家庭で掃除に用いられることがある。また、リンゴなどの切り口が褐色に変色しやすいものにレモン汁をかければ、変色を抑えることができる。
酸性を示すことと、還元作用のあるビタミンCを多く含むことから美白、美顔用の材料にも用いられることがあるが、効果は不明である。むしろ、皮膚炎を起こすリスクもある。

### リモネン
レモンの皮にはd-リモネン (limonene) というテルペン系炭化水素が含まれており、レモンの香りの重要な成分となっている。レモン以外にも、温州みかんやオレンジなど他の柑橘類の皮からもとることができ、香料や天然物由来の溶剤として利用されている。具体的には、油汚れを落とすための洗浄剤や、ガム剥がし用の溶剤の成分として使用されるほか、発泡スチロールをよく溶かすため、発泡スチロールのリサイクルに利用される。

### 精油
果皮を低温圧搾、または水蒸気蒸留することで精油を抽出する。抽出法によって成分組成は異なる。低温圧搾法で得られる精油の香りは、非常に短時間しか持続しない。精油は、芳香アンモニアスピリットや合成オレンジスピリットのような湿布薬や、咳止め薬の成分として利用されている。レモン油、脱テルペン処理がされたレモン油は、食品、飲料に香料として添加される。市販品は非常に偽和が多く、組成、活性（効能）は大きな差があり、偽和の横行で感作性も高まっている。圧搾法の精油にはフロクマリンを含有し、感作性、光毒性の可能性があり、皮膚への使用は推奨されない。香りだけを楽しむのであれば有害作用はなく、リラクゼーション作用があることが脳波で示されている。非常に多くの薬効が喧伝されているが、レモンのハーブとしての効能やレモンジュースに関する情報が混同されており、喧伝される多くの症状を軽減させる作用がレモン油にあるとは考えにくい。

## シンボリズム
- 上述のように、ビタミンCを多量に含んだ食品としてのイメージがあるため、食物のビタミンC含有量を宣伝する際に「レモン○個分」と表示されることがある。
- レモンの果皮の鮮明な黄色から、この色はレモン色（レモンイエロー）として名づけられている。ただし、ブラジルのように緑色のレモンを主に使用する国も存在し、全ての国のレモンが黄色でイメージされるというわけではない。
- アメリカ英語でのイメージには否定的なものがあり、「無価値」「不完全」を示す言葉になっている。一方、イギリス英語においてはそうした否定的用法はない[33]。
- レモンは玉石混淆の中古車（レモンカー）を指すアメリカ合衆国の隠語でもある。この隠語のよく知られる利用例として、情報の非対称性がもたらす中古車市場（レモン市場）の経済構造についての論文がある[34]。

## レモンを題材とした作品

### 絵画
- フランシスコ・デ・スルバラン レモン、かごのオレンジ、茶碗 1633年。
- アンリ・ファンタン＝ラトゥール レモン、りんご、チューリップ 1865年。
- フィンセント・ファン・ゴッホ レモンの籠と瓶 1888年。
- オディロン・ルドン レモンとピーマンのある静物 1901年。
- アンリ・マティス 牡蠣のある静物 1940年。

### 文学
- 梶井基次郎 『檸檬』：、梶井基次郎の短編小説。梶井の代表的作品。1925年（大正14年）1月発表。
- 高村光太郎 『レモン哀歌』：妻智恵子との死別を書いた詩。
- フィン・ベル 『死んだレモン』：ミステリー小説。2016年発表。2017年ナイオ・マーシュ賞受賞。

### 音楽
- ヨハン・シュトラウス2世 ワルツ『レモンの花咲くところ』 op.364（シトロンと訳す場合もあり）。
- さだまさし 『檸檬』：1978年3月25日リリース『私花集』の収録曲。
- 米津玄師『Lemon』

## ギャラリー

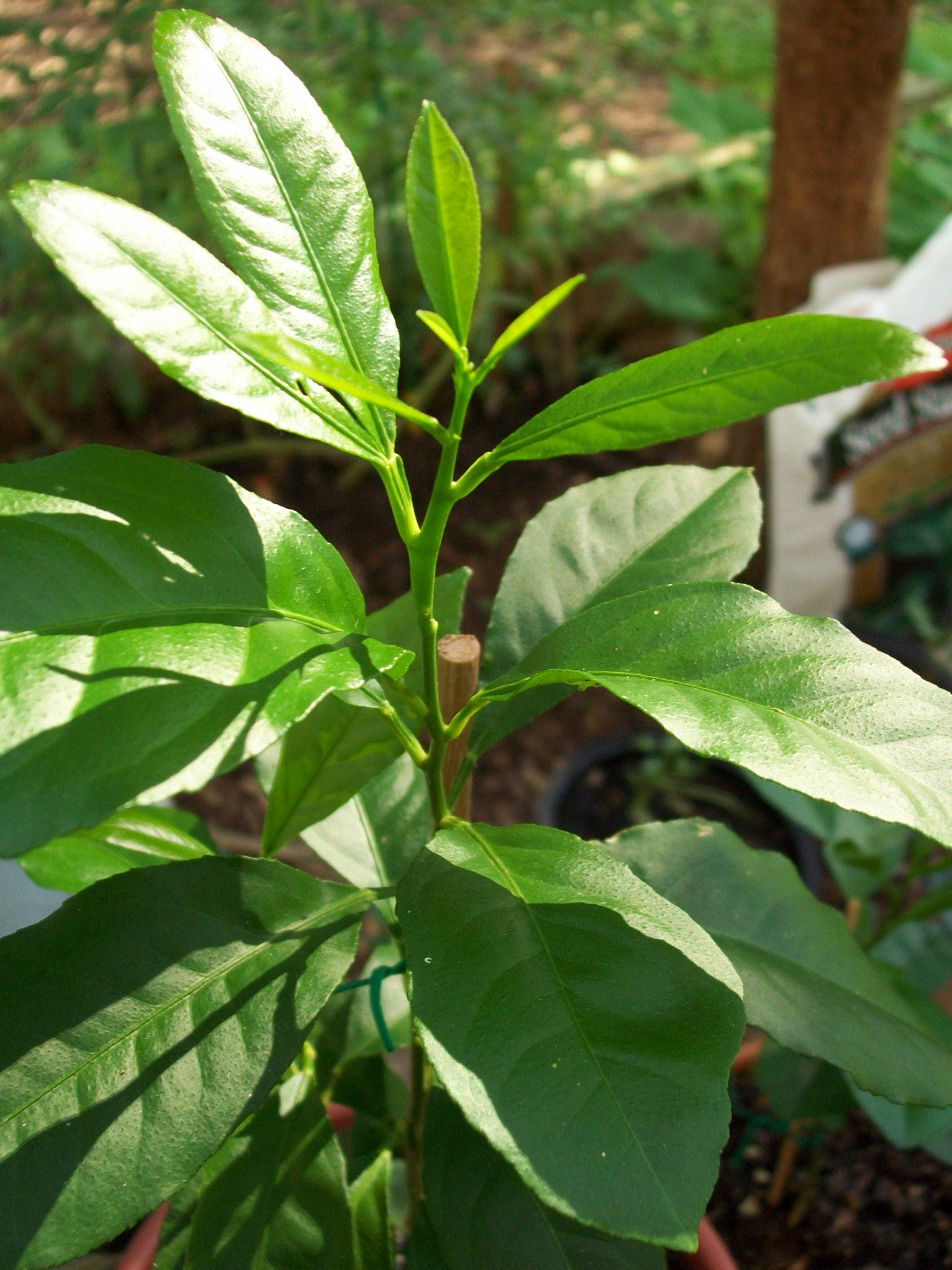
レモンの苗
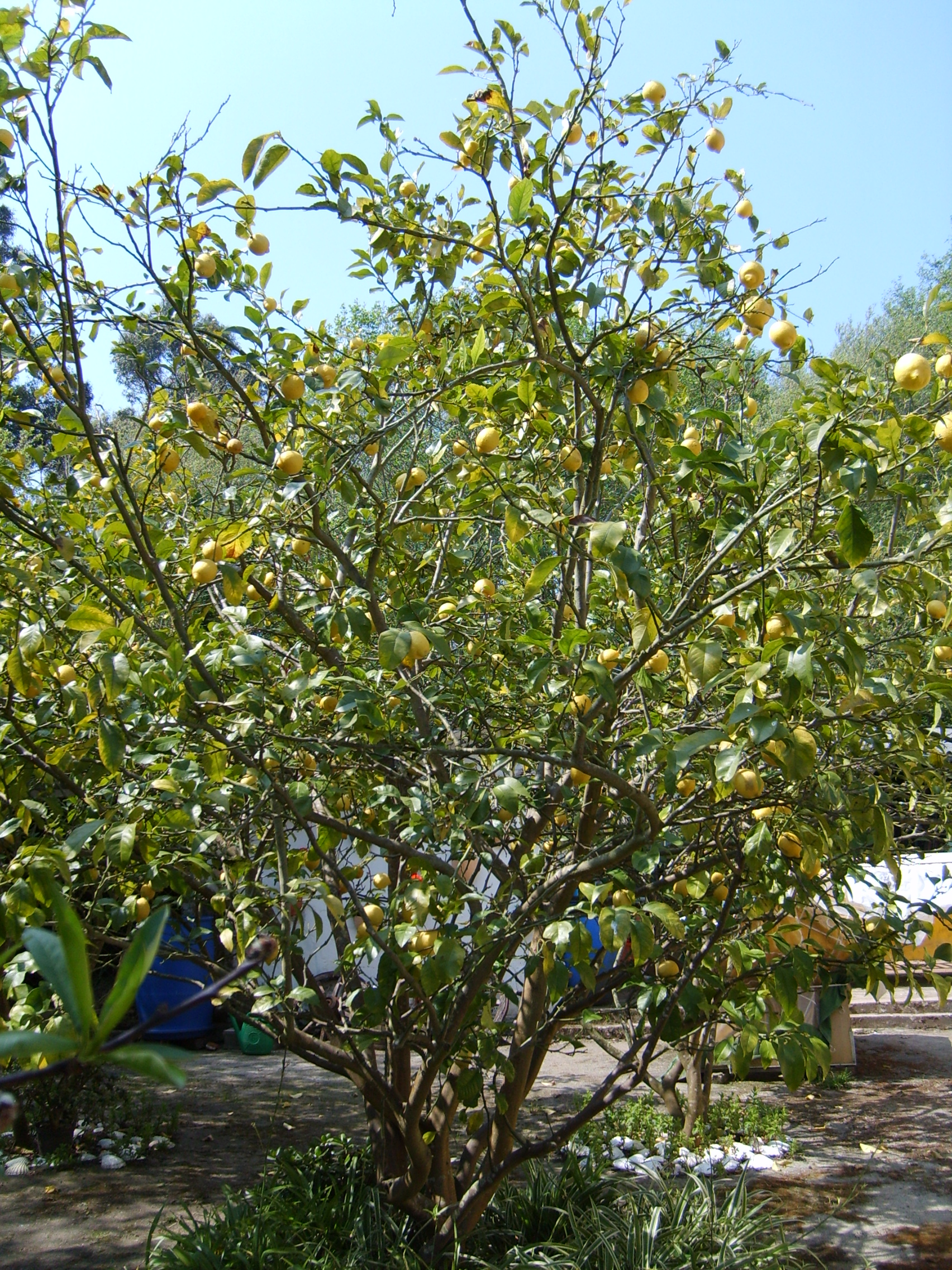
レモンの木（全体）
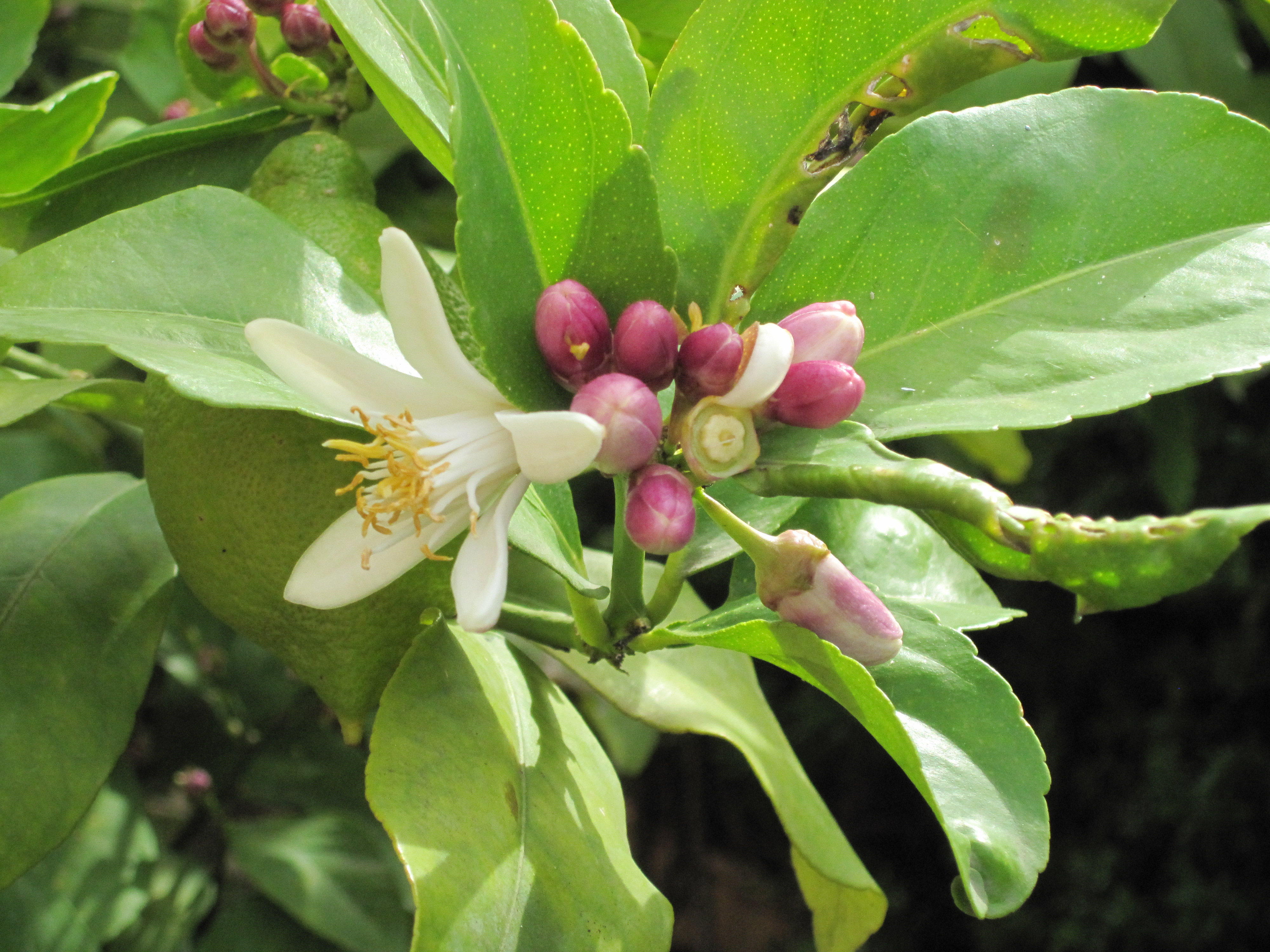
レモンの花
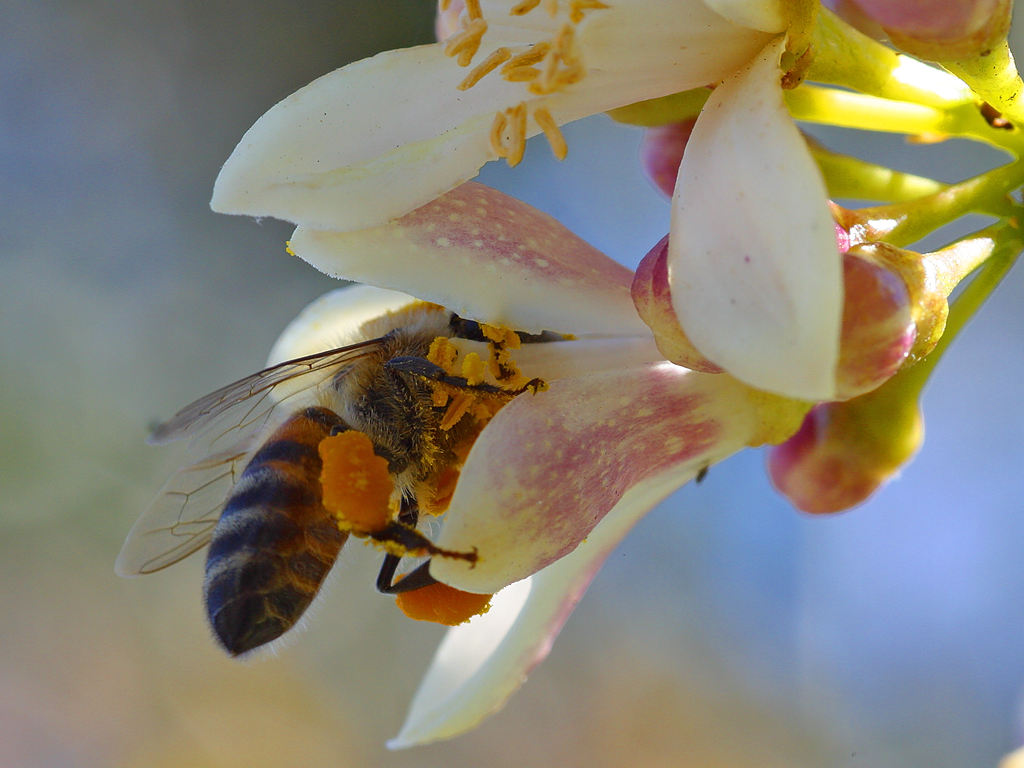
マイヤーレモンの花に止まる蜂
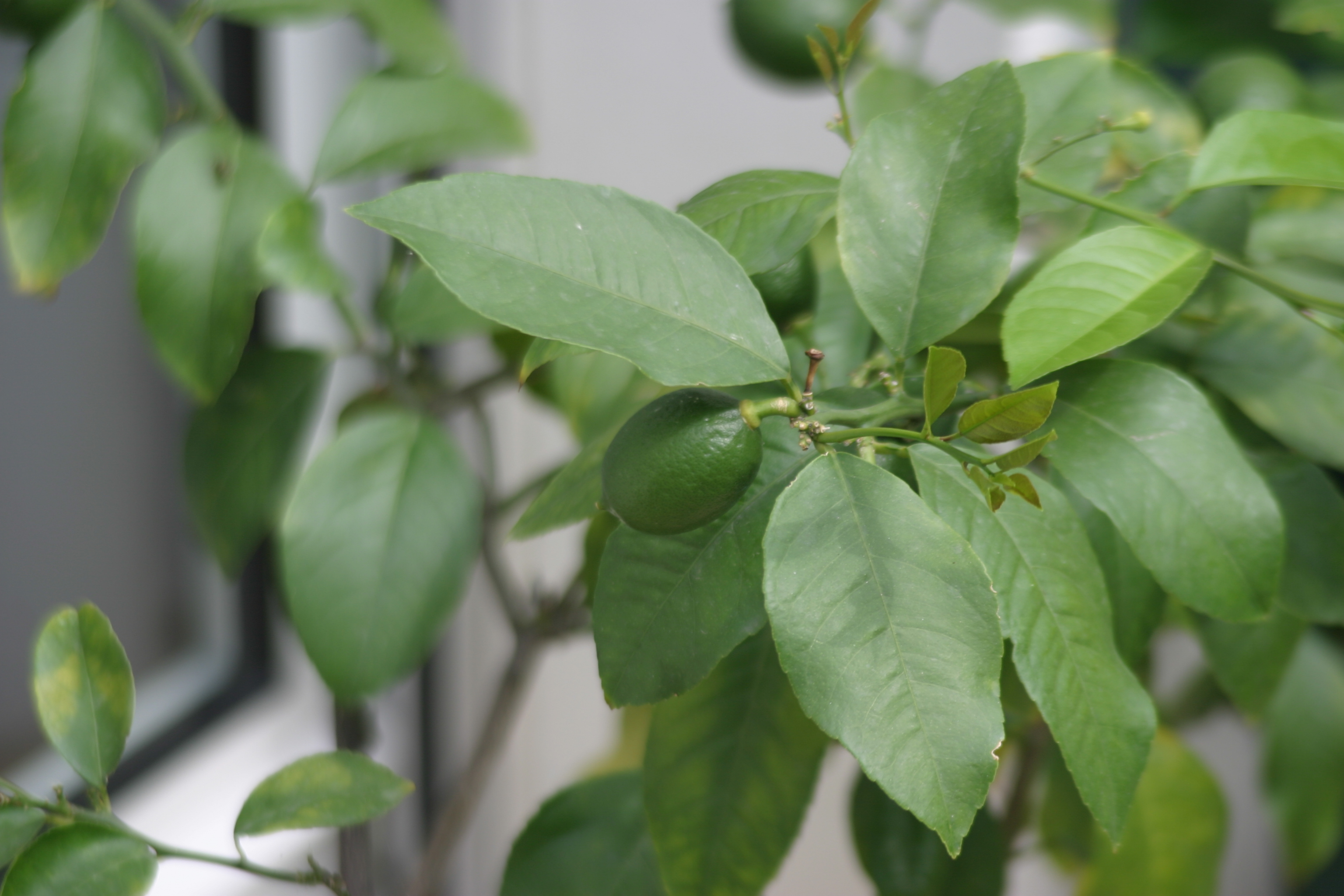
レモンの未熟果
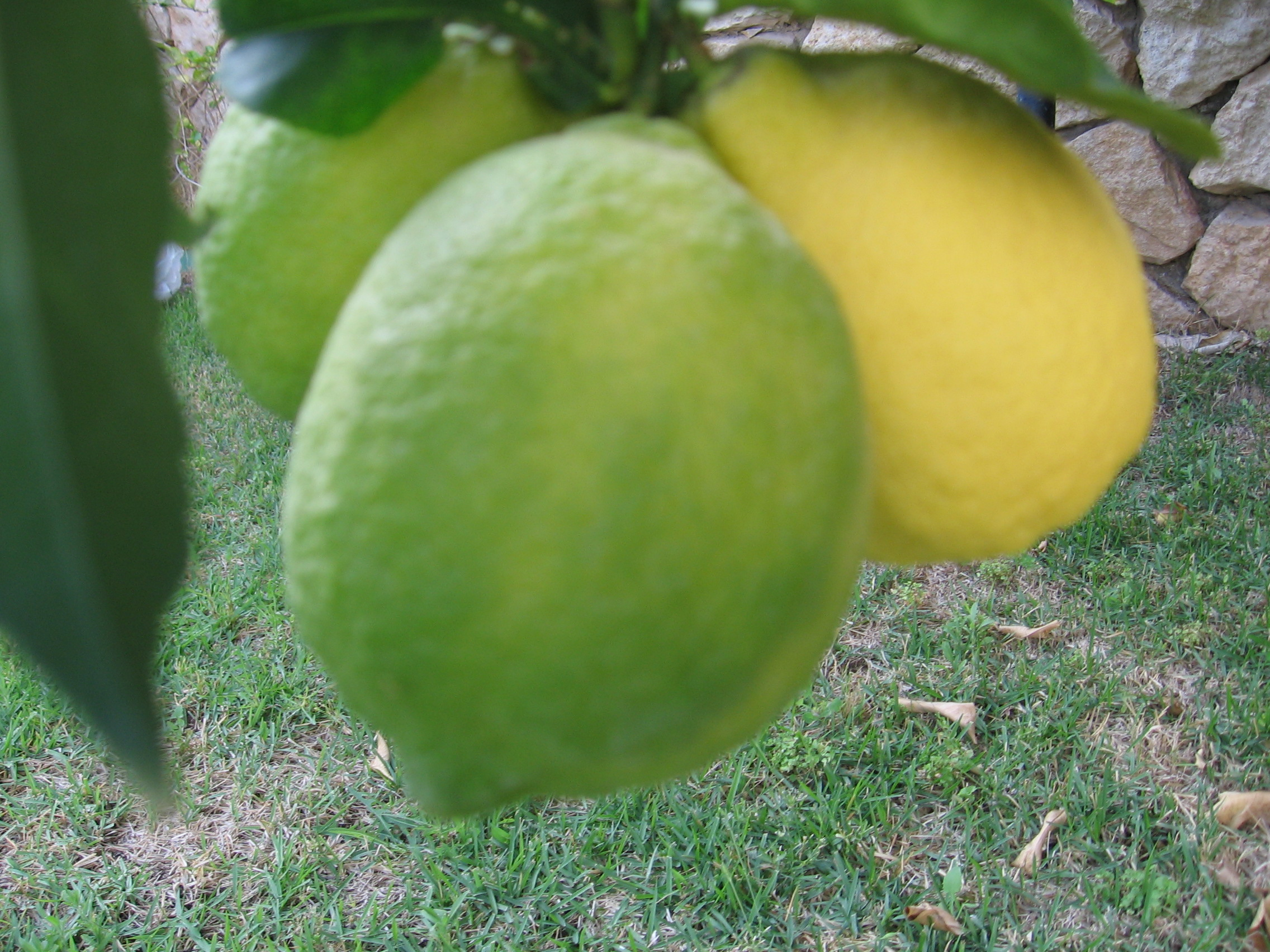
緑と黄色のレモンの実
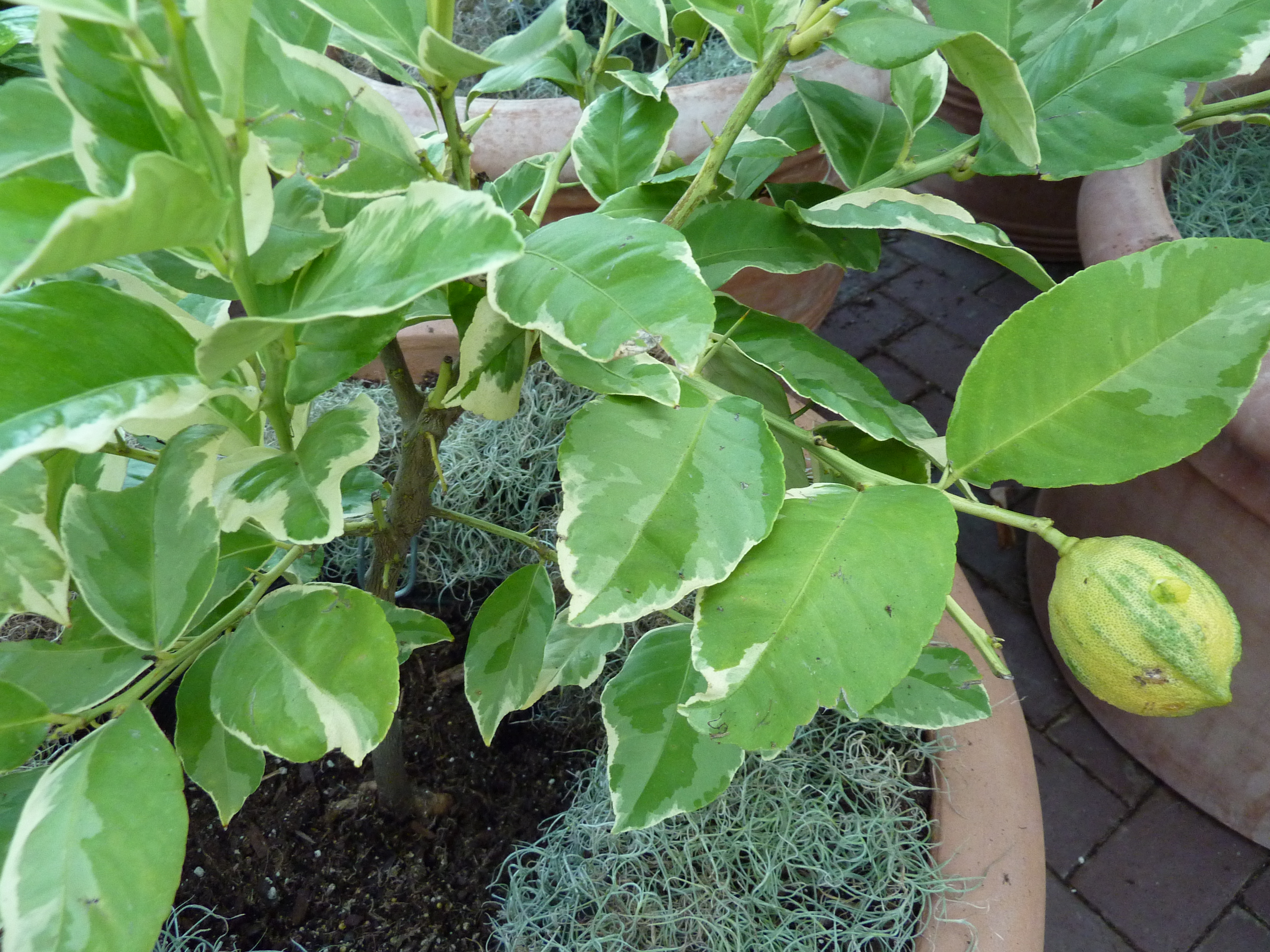
斑入りのピンクレモン
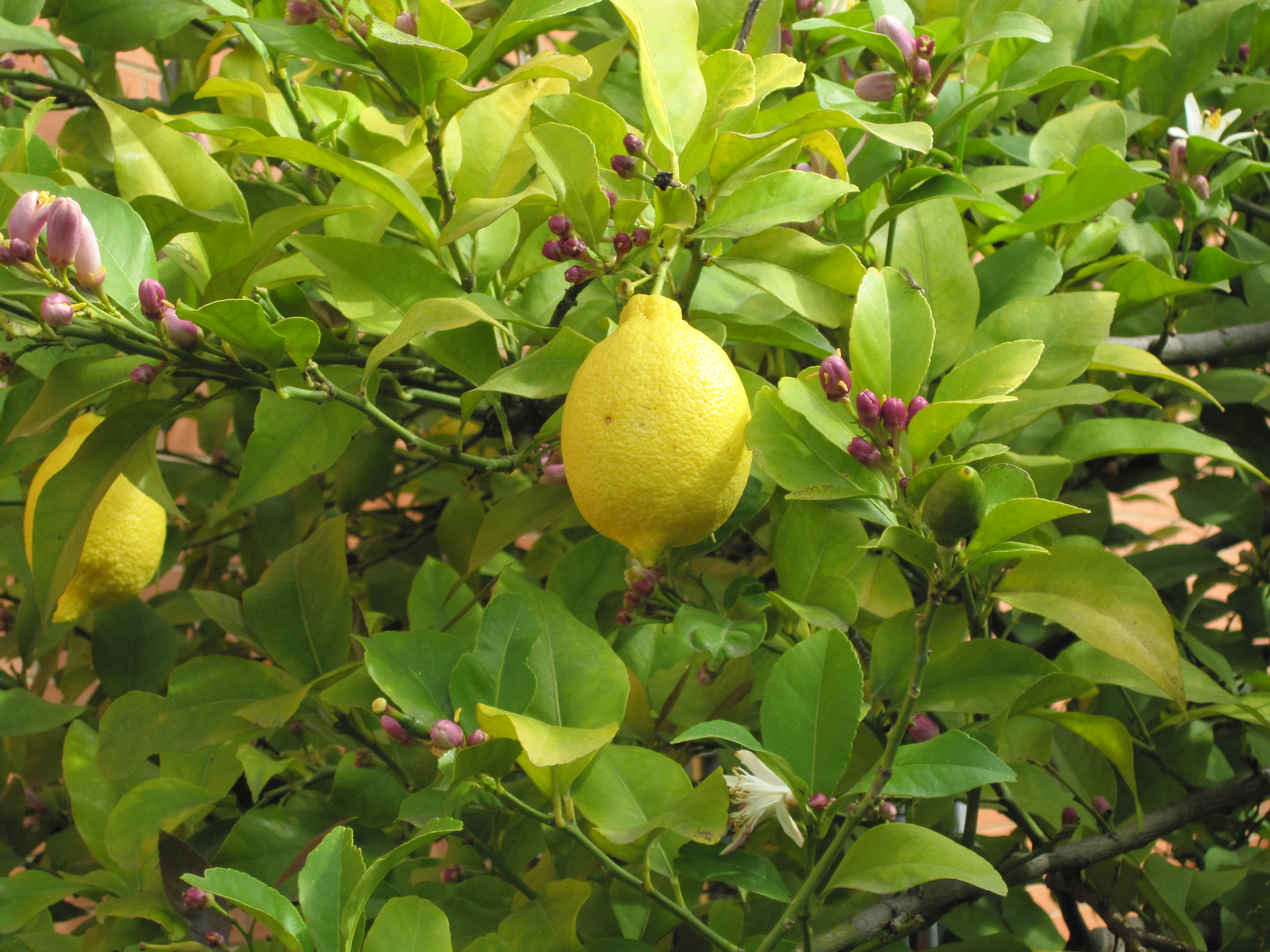
同じ木の芽、花、未熟な果実、熟した果実
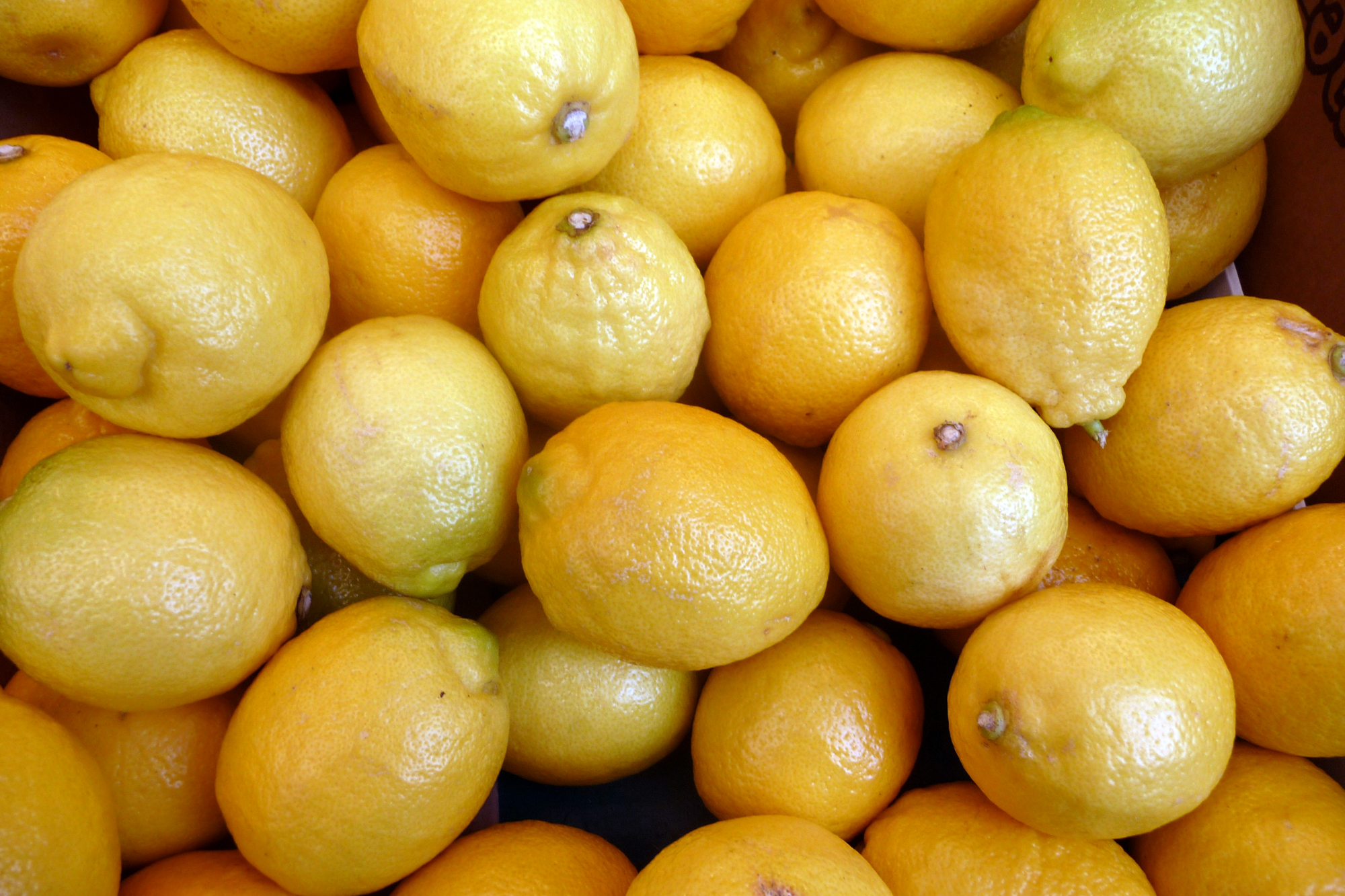
スーパーマーケットに陳列されるレモン
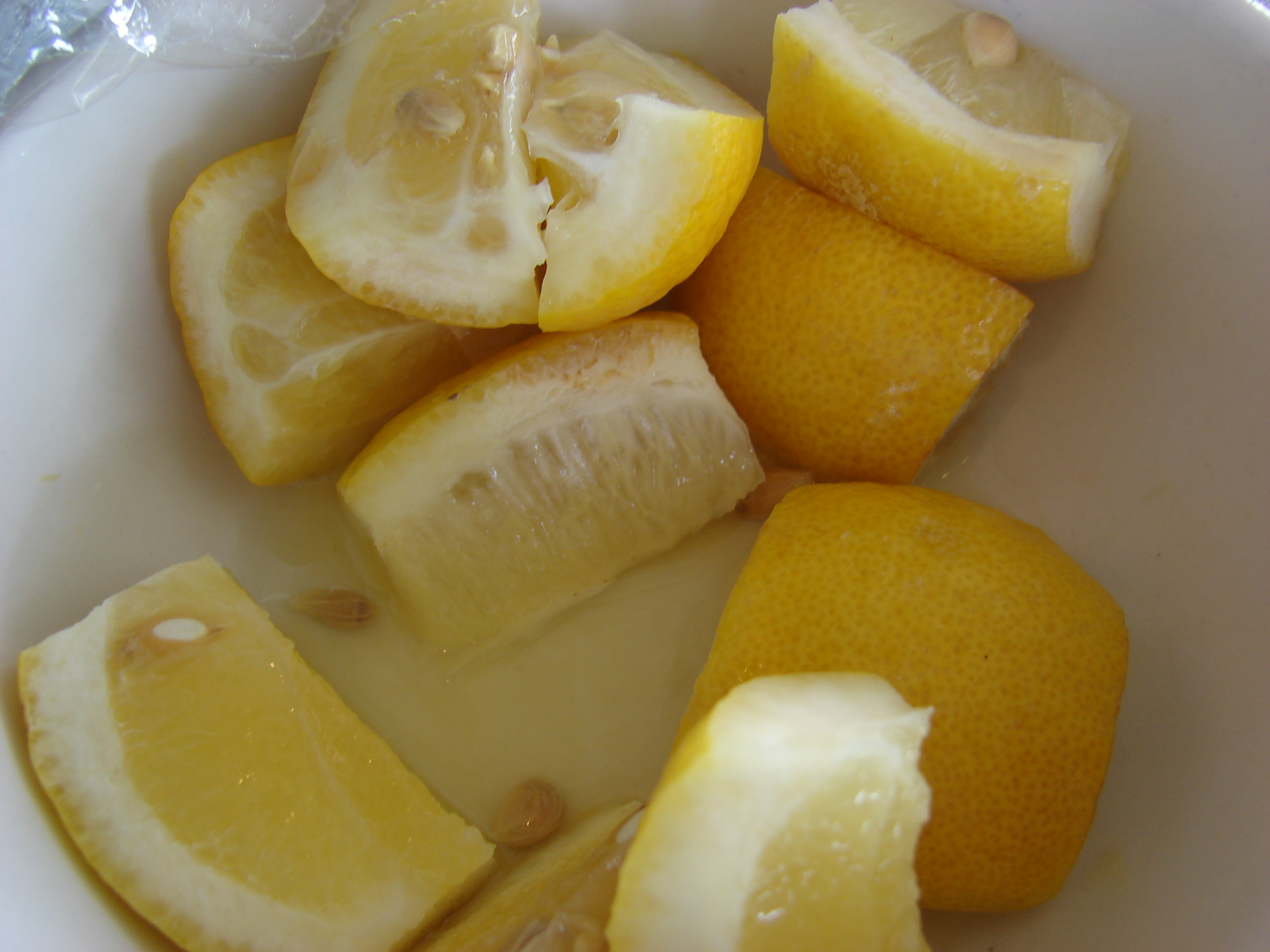
切ったレモン
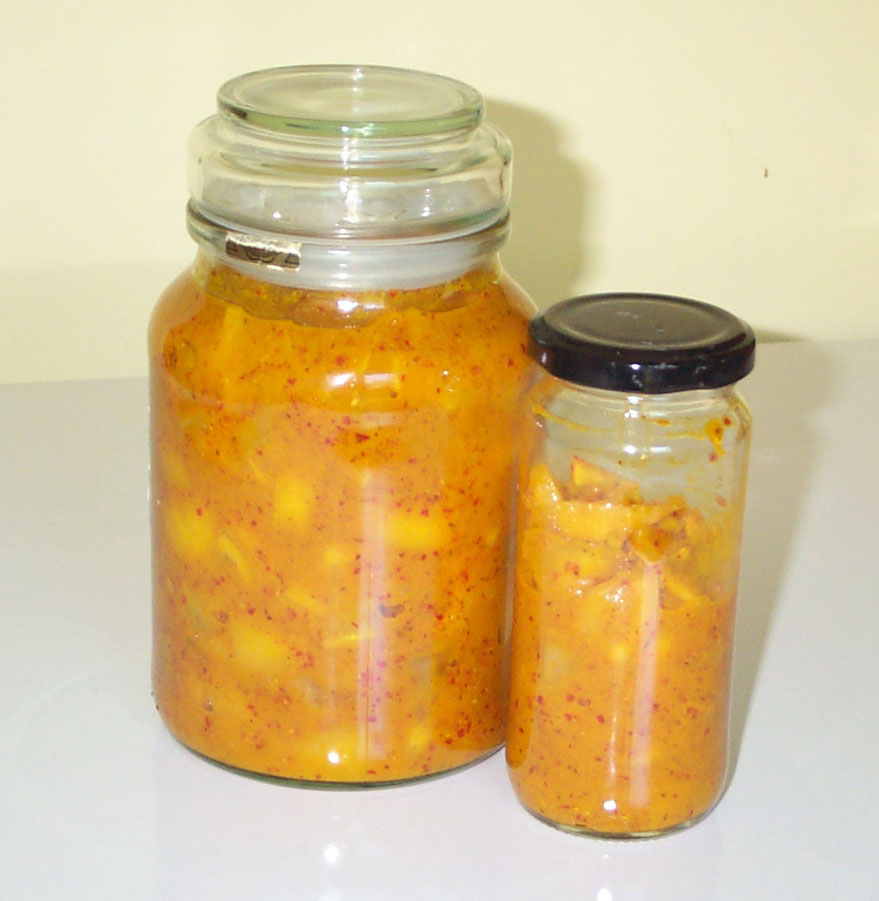
レモンピクルス
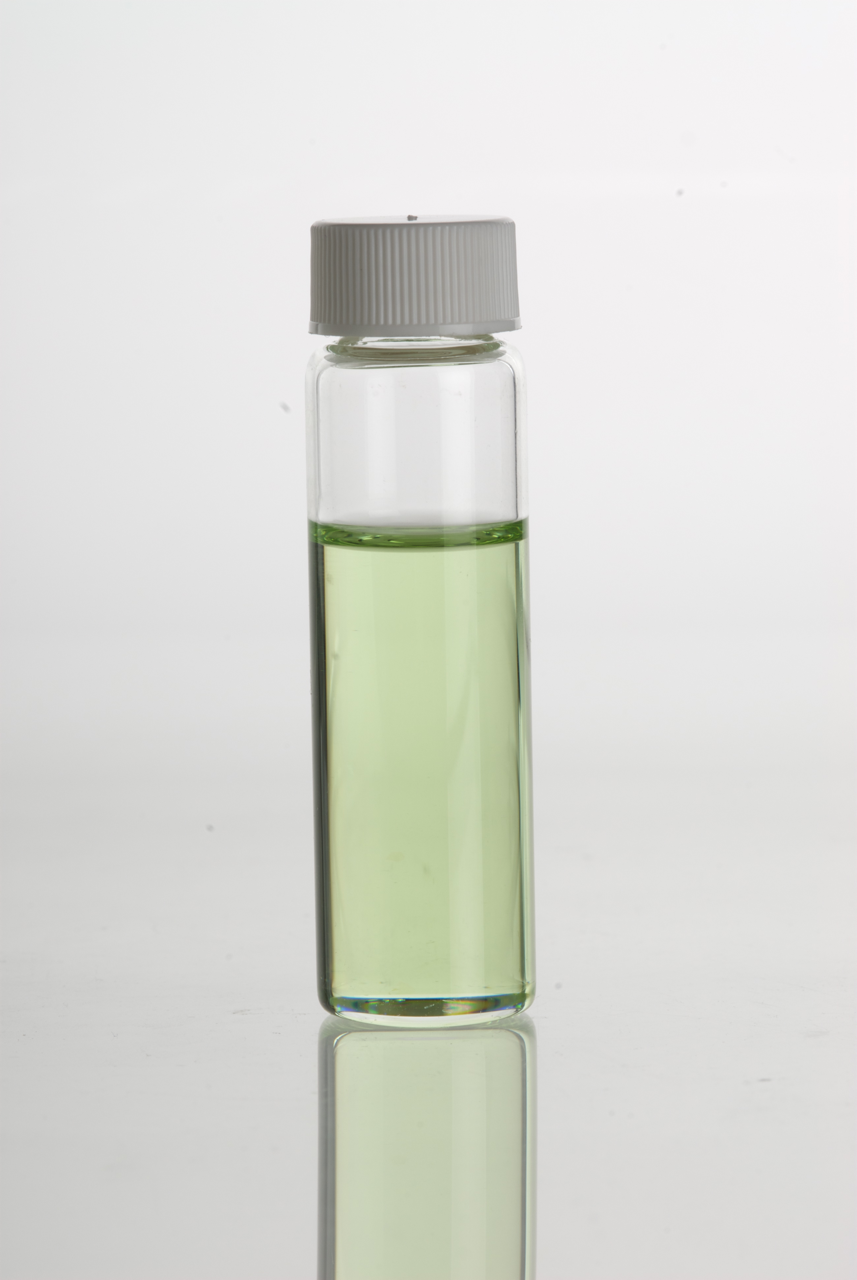
ガラス瓶入りのレモン精油